# Abierto Británico de Golf
El Abierto Británico de Golf (en inglés: The Open Championship o British Open) es el torneo major masculino de golf más antiguo. Se celebra cada año desde 1860 en alguno de los prestigiosos clubes de golf del Reino Unido y es dirigido por The Royal and Ancient Golf Club of St Andrews, independientemente del lugar en que se juegue. El torneo se juega siempre en un links, o campo de golf situado en una zona costera, y que se caracteriza por ser una zona donde predominan las dunas de arena. El Abierto se juega el fin de semana del tercer viernes de julio, siendo el cuarto grande en el calendario (después del Masters de Augusta y el Abierto de Estados Unidos y tras el cambio de fechas de agosto a mayo del Campeonato de la PGA). Al igual que el resto de majors se disputa bajo la modalidad Stroke Play. El Abierto Británico es parte del calendario tanto del PGA Tour estadounidense como del European Tour.
En 2006, el fondo para premios fue de 4 millones de libras esterlinas (aproximadamente, 5,86 millones de euros), el mayor de los cuatro principales.

## Historia
A Allan Robertson se le considera el primer «grande» del golf. Dominó este deporte a mediados del siglo XIX, y parecía tan invencible que después de su muerte en 1859 se organizó un torneo para buscar a un sucesor del "Campeón del golf". Así surgió el Abierto británico, que se celebra desde entonces en su honor.
La primera edición del Abierto Británico tuvo lugar el 17 de octubre de 1860 en el Prestwick Golf Club. Esta primera edición contaba únicamente con golfistas profesionales, y solamente ocho de ellos participaron, jugando 3 rondas en el recorrido de 12 hoyos del club en un solo día. El ganador fue Willie Park, Sr. con una tarjeta de 174 golpes, venciendo al favorito, Tom Morris, Sr., por dos golpes. En la siguiente edición, el torneo abrió sus puertas a los jugadores amateurs, y en ella participaron 18 jugadores (10 profesionales y 8 amateurs).
Originalmente, el trofeo que se entregaba al ganador era un Cinturón, hecho de cuero rojo con una hebilla de plata. Sin embargo, en las tres primeras ediciones no se entregó premio en metálico. En 1863, se instauró un fondo para premios de 10£ a repartir entre el segundo, el tercer y el cuarto jugador profesional clasificados. En 1864, Tom Morris fue el primer ganador del torneo en recibir un premio en metálico; ese año fueron 6£. Para el año 2004, el premio del ganador había ascendido a 720000£. El Cinturón de campeón fue entregado como premio por última vez en 1870, después de que Tom Morris, Jr. ganara el torneo por tercera vez consecutiva y se lo quedara en propiedad. A partir de entonces, fue sustituido por el trofeo actual, la conocida como Claret Jug, o jarra de plata maciza.
El Prestwick Golf Club dirigió el torneo entre 1860 y 1870; a partir de ese momento, compartió la responsabilidad con otros dos clubes, el The Royal and Ancient Golf Club of St Andrews y el The Honourable Company of Edinburgh Golfers. En 1892 el torneo dobló su duración, pasando de 36 a 72 hoyos, en cuatro rondas de 18 hoyos. Debido al gran número de participantes que atrajo el torneo, la organización decidió introducir el «corte» después de dos rondas en la edición de 1898. Es a partir de 1920 cuando toda la responsabilidad de la organización del torneo recae exclusivamente en el The Royal & Ancient Golf Club.
El Abierto siempre ha estado dominado por los jugadores profesionales, dándose únicamente seis victorias de jugadores amateurs (todas ellas entre 1890 y 1930).

## Sedes del torneo
Entre 1860 y 1870, el Abierto fue organizado y jugado en el Prestwick Golf Club. Desde 1872, la sede del torneo ha ido rotando entre varios clubes. Inicialmente solo había tres clubes en la rotación: el Prestwick, St Andrews y Musselburgh. En 1893 se unieron el Royal St George's y el Royal Liverpool Golf Club. Desde entonces un puñado de clubes se han ido sumando a estas sedes, y algunas de las que ya estaban han salido del grupo. Un factor común en todas las sedes es que cuentan con un recorrido de tipo links. En años recientes, la rotación ha seguido el patrón de ir alternando la sede entre clubes de Escocia e Inglaterra. Sin embargo, la sede de St Andrews suele acoger el torneo cada cinco años aproximadamente, independientemente de a quien le toque el turno. Las sedes del torneo son elegisas por The Royal & Ancient Golf Club cada cinco años.
Actualmente en el sistema de rotación existen nueve campos:
- Old Course, St. Andrews: En 1873, la llamada "Casa del Golf" se convirtió en la segunda sede del torneo. Actualmente, lo acoge mucho más a menudo que el resto de las sedes.
- Muirfield, Escocia: Muirfield es un campo privado construido por el "The Honourable Company of Edinburgh Golfers", uno de los tres clubes que dirigieron el torneo entre 1870 y 1880. Esta sede acogió el Abierto por primera vez en 1892, solo nueve meses después de haberse inaugurado.
- Royal St George's Golf Club: Situado en la ciudad de Sandwich, en el condado de Kent, acogió la primera edición del torneo fuera de Escocia en 1894.
- Royal Liverpool Golf Club: Sede del "Royal Liverpool Golf Club", conocido también como "Hoylake", se unió a la rotación en 1897 y acogió 10 ediciones hasta 1967. Después de 39 años de ausencia, acogió la edición de 2006.
- Royal Troon Golf Club, Old Course: Esta sede se unió a la rotación en 1923.
- Royal Lytham & St Annes Golf Club: Este campo británico ha acogido el torneo desde 1926.
- Carnoustie Golf Links, Championship Course: Otra sede escocesa, que acogió el torneo por primera vez en 1931 y que se sumó a la rotación en 1999 después de varias décadas de exclusión.
- Royal Birkdale Golf Club: Sede británica que está en la rotación desde 1954.
- Royal Portrush Golf Club: El Abierto de 1951 se celebró en este club de Irlanda del Norte. Volvió a la rotación desde el 2019.

Sedes que ya no están en la rotación:
- Prestwick Golf Club: El campo de club fundador abandonó la rotación en 1925, cuando había acogido el torneo en 24 ocasiones.
- Musselburgh Links: Musselburgh es un campo público usado por el "Honourable Company of Edinburgh Golfers" hasta la construcción de la sede de Muirfield.
- Royal Cinque Ports Golf Club: Este campo en la ciudad de Deal en Kent acogió el Abierto en 1909 y 1920.
- Prince's Golf Club: Este campo se encuentra en Sandwich, Kent. Acogió el Abierto una única vez, en 1932.
- The Westin Turnberry Resort, Ailsa Course: Sede en la costa oeste de Escocia que acogió el Abierto en 1977, 1986 y 1994 y por última vez en 2009.

## Ganadores del torneo
| Año                                                           | Sede                               | Campeón               | País              | Resultado     |               |
| ------------------------------------------------------------- | ---------------------------------- | --------------------- | ----------------- | ------------- | ------------- |
| 2025                                                          | Royal Portrush Golf Club           | Scottie Scheffler     | Estados Unidos    | 267 (−17)     |               |
| 2024                                                          | Royal Troon Golf Club              | Xander Schauffele     | Estados Unidos    | 275 (−9)      |               |
| 2023                                                          | Royal Liverpool Golf Club          | Brian Harman          | Estados Unidos    | 271 (−13)     |               |
| 2022                                                          | St. Andrews Links                  | Cameron Smith         | Australia         | 268 (−20)     |               |
| 2021                                                          | Royal St. George's Golf Club       | Collin Morikawa       | Estados Unidos    | 265 (−15)     |               |
| 2020: No se celebró a causa de la Pandemia de COVID-19        |                                    |                       |                   |               |               |
| 2019                                                          | Royal Portrush Golf Club           | Shane Lowry           | Irlanda           | 269 (-15)     |               |
| 2018                                                          | Carnoustie Golf Links              | Francesco Molinari    | Italia            | 276 (-8)      |               |
| 2017                                                          | Royal Birkdale Golf Club           | Jordan Spieth         | Estados Unidos    | 268 (-12)     |               |
| 2016                                                          | Royal Troon Golf Club              | Henrik Stenson        | Suecia            | 264 (-20)     |               |
| 2015                                                          | St. Andrews Links                  | Zach Johnson          | Estados Unidos    | 273 (-15)     |               |
| 2014                                                          | Royal Liverpool Golf Club          | Rory McIlroy          | Irlanda del Norte | 271 (-17)     |               |
| 2013                                                          | Muirfield                          | Phil Mickelson        | Estados Unidos    | 281 (-3)      |               |
| 2012                                                          | Royal Lytham & St. Annes Golf Club | Ernie Els             | Sudáfrica         | 273 (−7)      |               |
| 2011                                                          | Royal St. George's Golf Club       | Darren Clarke         | Irlanda del Norte | 275 (−5)      |               |
| 2010                                                          | St. Andrews Links                  | Louis Oosthuizen      | Sudáfrica         | 272 (−16)     |               |
| 2009                                                          | The Westin Turnberry Resort        | Stewart Cink1         | Estados Unidos    | 278 (-2)      |               |
| 2008                                                          | Royal Birkdale Golf Club           | Pádraig Harrington    | Irlanda           | 283 (+3)      |               |
| 2007                                                          | Carnoustie Golf Links              | Pádraig Harrington    | Irlanda           | 277 (-7)      |               |
| 2006                                                          | Royal Liverpool Golf Club          | Tiger Woods           | Estados Unidos    | 270 (-18)     |               |
| 2005                                                          | St. Andrews Links                  | Tiger Woods           | Estados Unidos    | 274 (-14)     |               |
| 2004                                                          | Royal Troon Golf Club              | Todd Hamilton1        | Estados Unidos    | 274 (-10)     |               |
| 2003                                                          | Royal St. George's Golf Club       | Ben Curtis            | Estados Unidos    | 283 (-1)      |               |
| 2002                                                          | Muirfield                          | Ernie Els1            | Sudáfrica         | 278 (-6)      |               |
| 2001                                                          | Royal Lytham & St. Annes Golf Club | David Duval           | Estados Unidos    | 274 (-10)     |               |
| 2000                                                          | St. Andrews Links                  | Tiger Woods           | Estados Unidos    | 269 (-19)     |               |
| 1999                                                          | Carnoustie Golf Links              | Paul Lawrie1          | Escocia           | 290 (+6)      |               |
| 1998                                                          | Royal Birkdale Golf Club           | Mark O'Meara1         | Estados Unidos    | 280 (E)       |               |
| 1997                                                          | Royal Troon Golf Club              | Justin Leonard        | Estados Unidos    | 272 (-12)     |               |
| 1996                                                          | Royal Lytham & St. Annes Golf Club | Tom Lehman            | Estados Unidos    | 271 (-13)     |               |
| 1995                                                          | St. Andrews Links                  | John Daly1            | Estados Unidos    | 282 (-6)      |               |
| 1994                                                          | The Westin Turnberry Resort        | Nick Price            | Zimbabue          | 268 (-12)     |               |
| 1993                                                          | Royal St. George's Golf Club       | Greg Norman           | Australia         | 267 (-13)     |               |
| 1992                                                          | Muirfield                          | Nick Faldo            | Inglaterra        | 272 (-12)     |               |
| 1991                                                          | Royal Birkdale Golf Club           | Ian Baker-Finch       | Australia         | 272 (-8)      |               |
| 1990                                                          | St. Andrews Links                  | Nick Faldo            | Inglaterra        | 270 (-18)     |               |
| 1989                                                          | Royal Troon Golf Club              | Mark Calcavecchia1    | Estados Unidos    | 275 (-13)     |               |
| 1988                                                          | Royal Lytham & St. Annes Golf Club | Severiano Ballesteros | España            | 273 (-11)     |               |
| 1987                                                          | Muirfield                          | Nick Faldo            | Inglaterra        | 279 (-5)      |               |
| 1986                                                          | The Westin Turnberry Resort        | Greg Norman           | Australia         | 280 (E)       |               |
| 1985                                                          | Royal St. George's Golf Club       | Sandy Lyle            | Escocia           | 282 (+2)      |               |
| 1984                                                          | St. Andrews Links                  | Severiano Ballesteros | España            | 276 (-12)     |               |
| 1983                                                          | Royal Birkdale Golf Club           | Tom Watson            | Estados Unidos    | 275 (-9)      |               |
| 1982                                                          | Royal Troon Golf Club              | Tom Watson            | Estados Unidos    | 284 (-4)      |               |
| 1981                                                          | Royal St. George's Golf Club       | Bill Rogers           | Estados Unidos    | 276 (-4)      |               |
| 1980                                                          | Muirfield                          | Tom Watson            | Estados Unidos    | 271 (-13)     |               |
| 1979                                                          | Royal Lytham & St. Annes Golf Club | Severiano Ballesteros | España            | 283 (-1)      |               |
| 1978                                                          | St. Andrews Links                  | Jack Nicklaus         | Estados Unidos    | 281 (-7)      |               |
| 1977                                                          | The Westin Turnberry Resort        | Tom Watson            | Estados Unidos    | 268 (-12)     |               |
| 1976                                                          | Royal Birkdale Golf Club           | Johnny Miller         | Estados Unidos    | 279 (-9)      |               |
| 1975                                                          | Carnoustie Golf Links              | Tom Watson1           | Estados Unidos    | 279 (-5)      |               |
| 1974                                                          | Royal Lytham & St. Annes Golf Club | Gary Player           | Sudáfrica         | 282 (-2)      |               |
| 1973                                                          | Royal Troon Golf Club              | Tom Weiskopf          | Estados Unidos    | 276 (-12)     |               |
| 1972                                                          | Muirfield                          | Lee Trevino           | Estados Unidos    | 278 (-6)      |               |
| 1971                                                          | Royal Birkdale Golf Club           | Lee Trevino           | Estados Unidos    | 278 (-10)     |               |
| 1970                                                          | St. Andrews Links                  | Jack Nicklaus1        | Estados Unidos    | 283 (-5)      |               |
| 1969                                                          | Royal Lytham & St. Annes Golf Club | Tony Jacklin          | Inglaterra        | 280           |               |
| 1968                                                          | Carnoustie Golf Links              | Gary Player           | Sudáfrica         | 289           |               |
| 1967                                                          | Royal Liverpool Golf Club          | Roberto De Vicenzo    | Argentina         | 278           |               |
| 1966                                                          | Muirfield                          | Jack Nicklaus         | Estados Unidos    | 282           |               |
| 1965                                                          | Royal Birkdale Golf Club           | Peter Thomson         | Australia         | 285           |               |
| 1964                                                          | St. Andrews Links                  | Tony Lema             | Estados Unidos    | 279           |               |
| 1963                                                          | Royal Lytham & St. Annes Golf Club | Bob Charles1          | Nueva Zelanda     | 277           |               |
| 1962                                                          | Royal Troon Golf Club              | Arnold Palmer         | Estados Unidos    | 276           |               |
| 1961                                                          | Royal Birkdale Golf Club           | Arnold Palmer         | Estados Unidos    | 284           |               |
| 1960                                                          | St. Andrews Links                  | Kel Nagle             | Australia         | 278           |               |
| 1959                                                          | Muirfield                          | Gary Player           | Sudáfrica         | 284           |               |
| 1958                                                          | Royal Lytham & St. Annes Golf Club | Peter Thomson1        | Australia         | 274           |               |
| 1957                                                          | St. Andrews Links                  | Bobby Locke           | Sudáfrica         | 279           |               |
| 1956                                                          | Royal Liverpool Golf Club          | Peter Thomson         | Australia         | 286           |               |
| 1955                                                          | St. Andrews Links                  | Peter Thomson         | Australia         | 281           |               |
| 1954                                                          | Royal Birkdale Golf Club           | Peter Thomson         | Australia         | 283           |               |
| 1953                                                          | Carnoustie Golf Links              | Ben Hogan             | Estados Unidos    | 282           |               |
| 1952                                                          | Royal Lytham & St. Annes Golf Club | Bobby Locke           | Sudáfrica         | 287           |               |
| 1951                                                          | Royal Portrush Golf Club           | Max Faulkner          | Inglaterra        | 285           |               |
| 1950                                                          | Royal Troon Golf Club              | Bobby Locke           | Sudáfrica         | 279           |               |
| 1949                                                          | Royal St. George's Golf Club       | Bobby Locke           | Sudáfrica         | 283           |               |
| 1948                                                          | Muirfield                          | Henry Cotton          | Inglaterra        | 284           |               |
| 1947                                                          | Royal Liverpool Golf Club          | Fred Daly             | Irlanda del Norte | 293           |               |
| 1946                                                          | St. Andrews Links                  | Sam Snead             | Estados Unidos    | 290           |               |
| 1940-1945: No se celebró a causa de la Segunda Guerra Mundial |                                    |                       |                   |               |               |
| 1939                                                          | St. Andrews Links                  | Richard Burton        | Inglaterra        | 290           |               |
| 1938                                                          | Royal St. George's Golf Club       | Reg Whitcombe         | Inglaterra        | 295           |               |
| 1937                                                          | Carnoustie Golf Links              | Henry Cotton          | Inglaterra        | 290           |               |
| 1936                                                          | Royal Liverpool Golf Club          | Alf Padgham           | Inglaterra        | 287           |               |
| 1935                                                          | Muirfield                          | Alf Perry             | Inglaterra        | 283           |               |
| 1934                                                          | Royal St. George's Golf Club       | Henry Cotton          | Inglaterra        | 283           |               |
| 1933                                                          | St. Andrews Links                  | Denny Shute1          | Estados Unidos    | 292           |               |
| 1932                                                          | Prince's Golf Club                 | Gene Sarazen          | Estados Unidos    | 283           |               |
| 1931                                                          | Carnoustie Golf Links              | Tommy Armour          | Estados Unidos    | 296           |               |
| 1930                                                          | Royal Liverpool Golf Club          | Bobby Jones2          | Estados Unidos    | 291           |               |
| 1929                                                          | Muirfield                          | Walter Hagen          | Estados Unidos    | 292           |               |
| 1928                                                          | Royal St. George's Golf Club       | Walter Hagen          | Estados Unidos    | 292           |               |
| 1927                                                          | St. Andrews Links                  | Bobby Jones2          | Estados Unidos    | 285           |               |
| 1926                                                          | Royal Lytham & St. Annes Golf Club | Bobby Jones2          | Estados Unidos    | 291           |               |
| 1925                                                          | Prestwick Golf Club                | Jim Barnes            | Estados Unidos    | 300           |               |
| 1924                                                          | Royal Liverpool Golf Club          | Walter Hagen          | Estados Unidos    | 301           |               |
| 1923                                                          | Royal Troon Golf Club              | Arthur Havers         | Inglaterra        | 295           |               |
| 1922                                                          | Royal St. George's Golf Club       | Walter Hagen          | Estados Unidos    | 300           |               |
| 1921                                                          | St. Andrews Links                  | Jock Hutchison1       | Estados Unidos    | 296           |               |
| 1920                                                          | Royal Cinque Ports Golf Club       | George Duncan         | Escocia           | 303           |               |
| 1915-1919: No se celebró a causa de la Primera Guerra Mundial |                                    |                       |                   |               |               |
| 1914                                                          | Prestwick Golf Club                | Harry Vardon          | Inglaterra        | 306           |               |
| 1913                                                          | Royal Liverpool Golf Club          | John Henry Taylor     | Inglaterra        | 304           |               |
| 1912                                                          | Muirfield                          | Edward Ray            | Inglaterra        | 295           |               |
| 1911                                                          | Royal St. George's Golf Club       | Harry Vardon1         | Inglaterra        | 303           |               |
| 1910                                                          | St. Andrews Links                  | James Braid           | Escocia           | 299           |               |
| 1909                                                          | Royal Cinque Ports Golf Club       | John Henry Taylor     | Inglaterra        | 291           |               |
| 1908                                                          | Prestwick Golf Club                | James Braid           | Escocia           | 291           |               |
| 1907                                                          | Royal Liverpool Golf Club          | Arnaud Massy          | Francia           | 312           |               |
| 1906                                                          | Muirfield                          | James Braid           | Escocia           | 300           |               |
| 1905                                                          | St. Andrews Links                  | James Braid           | Escocia           | 318           |               |
| 1904                                                          | Royal St. George's Golf Club       | Jack White            | Escocia           | 296           |               |
| 1903                                                          | Prestwick Golf Club                | Harry Vardon          | Inglaterra        | 300           |               |
| 1902                                                          | Royal Liverpool Golf Club          | Alexander Herd        | Escocia           | 307           |               |
| 1901                                                          | Muirfield                          | James Braid           | Escocia           | 309           |               |
| 1900                                                          | St. Andrews Links                  | John Henry Taylor     | Inglaterra        | 309           |               |
| 1899                                                          | Royal St. George's Golf Club       | Harry Vardon          | Inglaterra        | 310           |               |
| 1898                                                          | Prestwick Golf Club                | Harry Vardon          | Inglaterra        | 307           |               |
| 1897                                                          | Royal Liverpool Golf Club          | Harold Hilton2        | Inglaterra        | 314           |               |
| 1896                                                          | Muirfield                          | Harry Vardon          | Inglaterra        | 316           |               |
| 1895                                                          | St. Andrews Links                  | John Henry Taylor     | Inglaterra        | 332           |               |
| 1894                                                          | Royal St. George's Golf Club       | John Henry Taylor     | Inglaterra        | 326           |               |
| 1893                                                          | Prestwick Golf Club                | William Auchterlonie  | Escocia           | 322           |               |
| 1892                                                          | Muirfield                          | Harold Hilton2        | Escocia           | 305           |               |
| 1891                                                          | St. Andrews Links                  | Hugh Kirkaldy         | Escocia           | 166           |               |
| 1890                                                          | Prestwick Golf Club                | John Ball Jr.2        | Inglaterra        | 164           |               |
| 1889                                                          | Musselburgh Links                  | Willie Park Jr.1      | Escocia           | 155           |               |
| 1888                                                          | St. Andrews Links                  | Jack Burns            | Escocia           | 171           |               |
| 1887                                                          | Prestwick Golf Club                | Willie Park Jr.       | Escocia           | 161           |               |
| 1886                                                          | Musselburgh Links                  | David Brown           | Escocia           | 157           |               |
| 1885                                                          | St. Andrews Links                  | Bob Martin            | Escocia           | 171           |               |
| 1884                                                          | Prestwick Golf Club                | Jack Simpson          | Escocia           | 160           |               |
| 1883                                                          | Musselburgh Links                  | Willie Fernie1        | Escocia           | 159           |               |
| 1882                                                          | St. Andrews Links                  | Bob Ferguson          | Escocia           | 171           |               |
| 1881                                                          | Prestwick Golf Club                | Bob Ferguson          | Escocia           | 170           |               |
| 1880                                                          | Musselburgh Links                  | Bob Ferguson          | Escocia           | 162           |               |
| 1879                                                          | St. Andrews Links                  | Jamie Anderson        | Escocia           | 169           |               |
| 1878                                                          | Prestwick Golf Club                | Jamie Anderson        | Escocia           | 157           |               |
| 1877                                                          | Musselburgh Links                  | Jamie Anderson        | Escocia           | 160           |               |
| 1876                                                          | St. Andrews Links                  | Bob Martin            | Escocia           | 176           |               |
| 1875                                                          | Prestwick Golf Club                | Willie Park Sr.       | Escocia           | 166           |               |
| 1874                                                          | Musselburgh Links                  | Mungo Park            | Escocia           | 159           |               |
| 1873                                                          | St. Andrews Links                  | Tom Kidd              | Escocia           | 179           |               |
| 1872                                                          | Prestwick Golf Club                | Tom Morris Jr.        | Escocia           | 166           |               |
| 1871                                                          | No se celebró                      | No se celebró         | No se celebró     | No se celebró | No se celebró |
| 1870                                                          | Prestwick Golf Club                | Tom Morris Jr.        | Escocia           | 149           |               |
| 1869                                                          | Prestwick Golf Club                | Tom Morris Jr.        | Escocia           | 154           |               |
| 1868                                                          | Prestwick Golf Club                | Tom Morris Jr.        | Escocia           | 157           |               |
| 1867                                                          | Prestwick Golf Club                | Tom Morris Sr.        | Escocia           | 170           |               |
| 1866                                                          | Prestwick Golf Club                | Willie Park Sr.       | Escocia           | 169           |               |
| 1865                                                          | Prestwick Golf Club                | Andrew Strath         | Escocia           | 162           |               |
| 1864                                                          | Prestwick Golf Club                | Tom Morris Sr.        | Escocia           | 167           |               |
| 1863                                                          | Prestwick Golf Club                | Willie Park Sr.       | Escocia           | 168           |               |
| 1862                                                          | Prestwick Golf Club                | Tom Morris Sr.        | Escocia           | 163           |               |
| 1861                                                          | Prestwick Golf Club                | Tom Morris Sr.        | Escocia           | 163           |               |
| 1860                                                          | Prestwick Golf Club                | Willie Park Sr.       | Escocia           | 174           |               |

1 - Ganador en el desempate.

2 - Jugador amateur.

## Ganadores en más de una ocasión
Hasta 2010, veintiséis jugadores han ganado el torneo en más de una ocasión:
- 6 victorias:
  - Harry Vardon

- 5 victorias:
  - James Braid
  - J.H. Taylor
  - Peter Thomson
  - Tom Watson

- 4 victorias:
  - Walter Hagen
  - Bobby Locke
  - Tom Morris, Sr.
  - Tom Morris, Jr.
  - Willie Park Sr.

- 3 victorias:
  - Jamie Anderson
  - Severiano Ballesteros
  - Henry Cotton
  - Nick Faldo
  - Bob Ferguson
  - Bobby Jones
  - Jack Nicklaus
  - Gary Player
  - Tiger Woods

- 2 victorias:
  - Ernie Els
  - Harold Hilton
  - Bob Martin
  - Greg Norman
  - Arnold Palmer
  - Willie Park Jr.
  - Lee Trevino
  - Pádraig Harrington

## Récords
- Ganador de mayor edad: Tom Morris, Sr. con 46 años y 99 días (1867).
- Ganador más joven: Tom Morris, Jr. con 17 años, 5 meses y 28 días (1868).
- Mayor número de victorias: Harry Vardon con 6 (1896, 1898, 1899, 1903, 1911 y 1914).
- Menor tanteo absoluto en 72 hoyos: Henrik Stenson (68-65-68-63 = 264) en 2016.
- Menor tanteo con relación al par en 72 hoyos: -20; Henrik Stenson (68-65-68-63 = 264) en 2016 y Cameron Smith (67-64-73-64 = 268) en 2020.
- Mayor margen de victoria: 13 golpes (Tom Morris Sr. en 1862).[3]